# Richard Dodds
Richard David Allan Dodds (ur. 23 lutego 1959 w Yorku) – brytyjski hokeista na trawie. Dwukrotny medalista olimpijski.
Występował w pomocy. Grał w reprezentacji Wielkiej Brytanii (65 razy) i Anglii (79 spotkań), z drugą był m.in. wicemistrzem świata w 1986 i medalistą mistrzostw Europy. Brał udział w dwóch igrzyskach (IO 84, IO 88), za każdym razem zdobywał medale: brąz w 1984 oraz złoto w 1988. Podczas drugiego turnieju był kapitanem drużyny.